# 南部航空管区
南部航空管区（なんぶこうくうかんく、ウクライナ語: Повітряне командування «Південь»）は、ウクライナ空軍の航空管区の一つ。2004年にウクライナ空軍第5航空軍団およびウクライナ防空軍第60防空軍団を再編成して南部航空軍団が発足し、2016年に南部航空管区へ改編された。
オデッサ州オデッサに司令部を置き、ウクライナ南部の防空を担任する。

## 編制

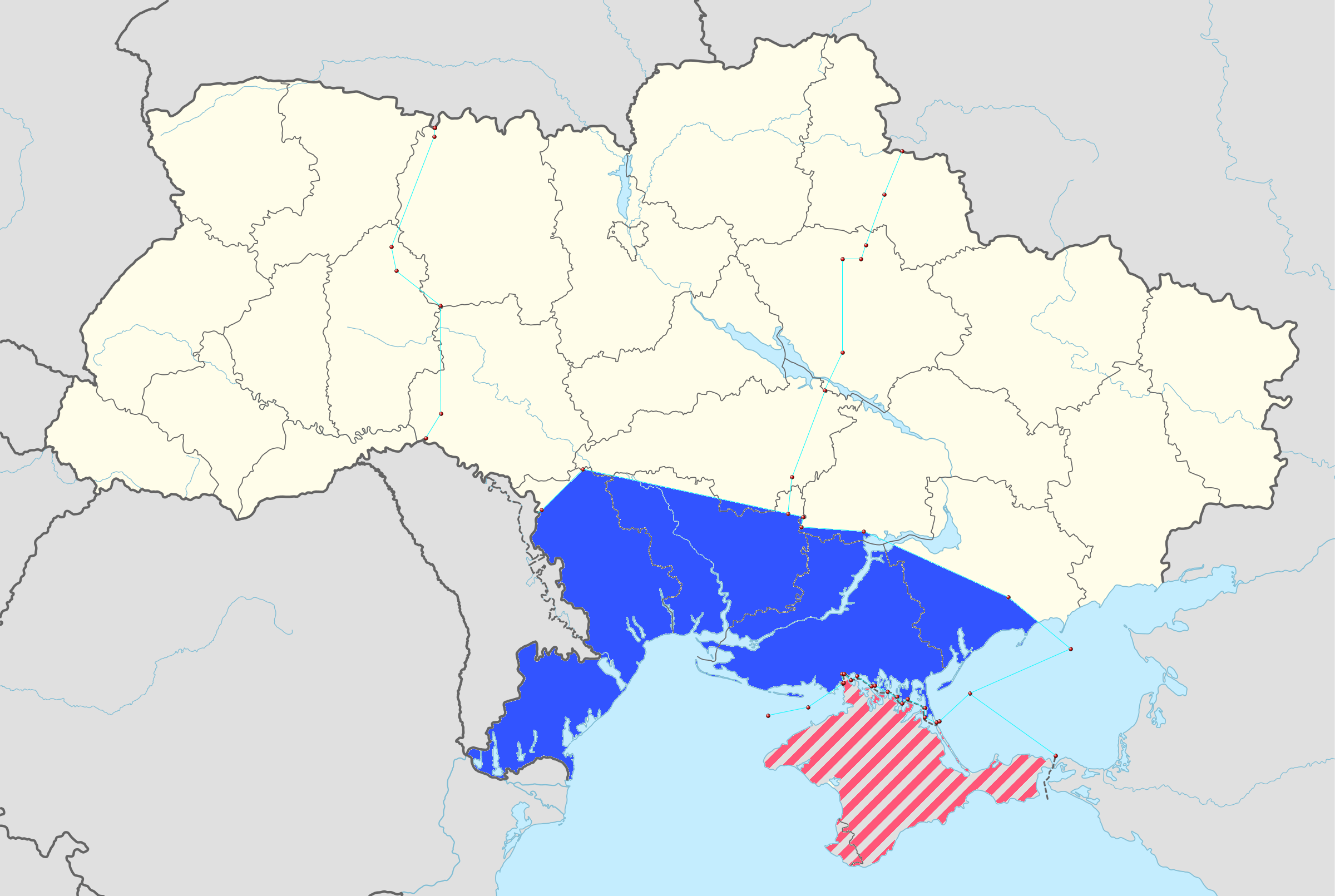
南部航空管区の担任地域

南部航空管区の編制は以下のとおりとなる。
- 南部航空管区司令部（オデッサ州オデッサ）
  - 第299戦術航空旅団（ムィコラーイウ州クルバキノ空軍基地） - Su-25/UB、Su-25M1/M1K/UBM1、L-39
  - 第160高射ミサイル旅団（オデッサ州オデッサ） - S-300PS
  - 第201高射ミサイル旅団（ムィコラーイウ州ベルポマイスキー（ウクライナ語版）） - S-300PS
  - 第208高射ミサイル旅団（ヘルソン州ヘルソン） - S-300PS/PT
  - 第14電波技術旅団（ウクライナ語版）（オデッサ州オデッサ）
  - 第43独立指揮通信連隊（ウクライナ語版）（オデッサ州オデッサ）
  - 第1194独立電子戦大隊（ムィコラーイウ州ベルポマイスキー）
  - 第28独立工兵・飛行場大隊（ムィコラーイウ州ムィコラーイウ）
  - 第195管制警戒センター
  - 第297司令部防護支援隊（オデッサ州オデッサ）
  - 第15航空管区事務所（ムィコラーイウ州マルティネブスク（ウクライナ語版））
  - 第18航空管区事務所（オデッサ州オデッサ）
  - 第206航空試験場（ムィコラーイウ州キエフ＝オレクサンドリシウク（ウクライナ語版））

## 歴代司令官
| 代                 | 氏名                     | 階級               | 在任期間           |
| 南部航空管区司令官 | 南部航空管区司令官       | 南部航空管区司令官 | 南部航空管区司令官 |
| ------------------ | ------------------------ | ------------------ | ------------------ |
| 1                  | パブロ・ズエフ           | 中将               | 2016年 - 2017年    |
| 2                  | ヴァシリー・チェルネンコ | 中将               | 2017年 - 2022年    |
| 3                  | ドミトロ・カルペンコ     | 少将               | 2022年 -           |